# Herguijuela de Ciudad Rodrigo
Herguijuela de Ciudad Rodrigo és un municipi de la província de Salamanca a la comunitat autònoma de Castella i Lleó. Limita al Nord amb La Encina, a l'Est amb Martiago, al Sud i Oest amb El Sahugo i al Nord-oest amb El Bodón. és el cap de la mancomunitat de Burguillos

## Demografia
| 1991 | 1996 | 2001 | 2004 |
| ---- | ---- | ---- | ---- |
| 192  | 166  | 127  | 143  |